# Polisportiva Dilettantistica Megara Augusta
La Polisportiva Dilettantistica Megara Augusta, meglio nota come Megara Augusta C/5, è stata una squadra italiana di calcio a 5 con sede ad Augusta in provincia di Siracusa. È l'unica società di calcio a 5 ad essere stata insignita della Stella di Bronzo al Merito Sportivo.

## Storia
Dopo le prime stagioni disputate nelle categorie provinciali e regionali, la formazione megarese nel 1990 vince il campionato regionale juniores e l'anno successivo la Serie C regionale, accedendo alle serie nazionali. Al termine della stagione 1992-93 la vittoria nel campionato di Serie B spalanca le porte alla prima serie nazionale, conclusa al 12º posto, con la soddisfazione della vittoria nel campionato nazionale Juniores. 
Dal suo debutto in Serie A i risultati vanno migliorando fino a raggiungere il culmine nella stagione 2000-01 quando vinse le final four di Coppa Italia superando in finale il Prato. Tra il 1999 ed il 2002 conquista due terzi posti, due coppe Italia, un campionato nazionale Under 21 ed una coppa Italia under 21. L'anno successivo alla conquista della coccarda tricolore l'Augusta è giunta anche a disputare la finale della Coppa delle Coppe, torneo però di carattere non ufficiale. La squadra siciliana ha dovuto soccombere in finale davanti ai russi del Sinara per 3-2.
Il 2001-02 è tra l'altro l'anno della consacrazione del suo settore giovanile che fa man bassa di titoli nazionali vincendo Scudetto e Coppa Italia Under 21 e proclamandosi Campione Nazionale Juniores.
Negli anni a seguire l'Augusta si manterrà sempre nella zona centrale della classifica raggiungendo nel 2008 cinque finali nazionali tra Coppa Italia, Supercoppa italiana, Coppa Italia Under 21, finale Scudetto Under 18 e finale Scudetto Under 21, quest'ultima vinta ai danni dell'Aosta.
Nelle stagioni 2008-09 e 2010-11 la formazione megarese si è classificata all'11º posto condannata così al purgatorio dei play-out, uscendone indenne in entrambe le occasioni. Alla prima apparizione nei play-out i neroverdi si sono visti di fronte il Gruppo Fassina, vincitore dei play-off di Serie A2. Nella seconda occasione, il Cagliari, battendolo per 6-2 in Sardegna e 5-4 in Sicilia.
Nella stagione 2011-12 arriva ultima in campionato e, dopo 19 anni di militanza nella massima serie, retrocede in Serie A2. Il 3 novembre 2014 la società riceve da Giovanni Malagò, presidente del CONI, la stella di Bronzo al Merito Sportivo per l'anno 2013. Il riconoscimento, assegnato alle società che si sono distinte nelle diverse discipline sportive e con oltre 25 anni di affiliazione, l'attesta come unica società di categoria in Italia ad ottenere questo importante riconoscimento.
Dopo 26 stagioni disputate ininterrottamente nei campionati nazionali, nell'estate del 2017 l'Augusta non si iscrive in Serie A2, ripartendo dalla serie C1 regionale; la società assume la denominazione Polisportiva Dilettantistica Augusta. La stagione si conclude con una sconfitta nei play-out che certificano la retrocessione dei megaresi in Serie C2. Durante l'estate seguente la società perfeziona la fusione con i concittadini della Playball Augusta 2017 e, rilevato il titolo sportivo dello Sporting Catania, si iscrive nuovamente in Serie C1. Nella stagione 2019-20 la società cambia nuovamente denominazione, questa volta in Polisportiva Dilettantistica Megara Augusta. Nell'estate del 2020 la società torna a disputare un campionato nazionale grazie al ripescaggio in Serie B.Il 18 gennaio 2023 la società è stata dichiarata fallita Per Mancanza di fondi societari

## Cronistoria
| Cronistoria del Megara Augusta C5 |
| --- |
| - 1986 · Fondazione della Play Ball Augusta. - 1986-87 · ? - 1987-88 · ? - 1988-89 · ? - 1989-90 · ? - 1990-91 · 1ª in Serie C Sicilia. Promossa in Serie B. - 1991-92 · ? nel girone ? di Serie B. - 1992-93 · 1ª nel girone D di Serie B. Promossa in serie A. - 1993-94 · 12ª in Serie A. - 1994 · Assume la denominazione Associazione Sportiva Augusta. - 1994-95 · 13ª in Serie A. - 1995-96 · 10ª in Serie A. 2º turno play-off scudetto. - 1996-97 · 6ª in Serie A. 2ª fase play-off scudetto. - 1997-98 · 5ª in Serie A. Semifinalista play-off scudetto. Semifinalista di Coppa Italia. - 1998-99 · 5ª in Serie A. Semifinalista play-off scudetto. Quarti di finale di Coppa Italia. - 1999-00 · 3ª in Serie A. Semifinalista play-off scudetto. Finalista di Coppa Italia. - 2000-01 · 3ª in Serie A. Semifinalista play-off scudetto. Vince la Coppa Italia (1º titolo). - 2001-02 · 4ª in Serie A. Quarti di finale play-off scudetto. Semifinalista di Coppa Italia. Finalista di Coppa delle Coppe. - 2002-03 · 7ª in Serie A. 1º turno play-off scudetto. Semifinalista di Coppa Italia. - 2003-04 · 9ª in Serie A. 1º turno play-off scudetto. - 2004 · Assume la denominazione Augusta Football Club. - 2004-05 · 10ª in Serie A. 1º turno play-off scudetto. - 2005-06 · 9ª in Serie A. Quarti di finale play-off scudetto. - 2006-07 · 8ª in Serie A. 1º turno play-off scudetto. Semifinalista di Coppa Italia. - 2007-08 · 7ª in Serie A. 1º turno play-off scudetto. Finalista di Coppa Italia. - 2008-09 · 11ª in Serie A. Vince i play-out. Finalista di Supercoppa italiana. - 2009-10 · 5ª in Serie A. Quarti di finale play-off scudetto. Quarti di finale di Coppa Italia. - 2010-11 · 11ª in Serie A. Vince i play-out. - 2011-12 · 14ª in Serie A. Retrocessa in Serie A2. - 2012-13 · 4ª nel girone B di Serie A2. Quarti di finale play-off promozione. Quarti di finale di Coppa Italia di Serie A2. - 2013 · Assume la denominazione Augusta 1986, riceve la Stella di bronzo al merito sportivo. - 2013-14 · 12ª nel girone B di Serie A2. Vince i play-out. - 2014-15 · 4ª nel girone B di Serie A2. Finalista play-off promozione. - 2015-16 · 3ª nel girone B di Serie A2. Finalista play-off promozione. Semifinalista di Coppa Italia di Serie A2. - 2016-17 · 2ª nel girone B di Serie A2. Quarti di finale play-off promozione. Quarti di finale di Coppa Italia di Serie A2. - 2017 · Rinuncia alla Serie A2 e iscrizione in Serie C1, assume la denominazione Polisportiva Dilettantistica Augusta. - 2017-18 · 12ª nel girone B di Serie C1 Sicilia. Retrocessa in Serie C2. Sconfitta ai play-out. - 2018 · Acquisisce il titolo sportivo dello Sporting Catania, incorpora la Playball Augusta 2017. - 2018-19 · 10ª nel girone B di Serie C1 Sicilia. - 2019 - Assume la denominazione Polisportiva Dilettantistica Megara Augusta. - 2019-20 · 3ª nel girone B di Serie C1 Sicilia. Ripescata in Serie B. - 2020-21 · 5ª nel girone H di Serie B. Ottavi di finale play-off promozione. - 2021 · Rinuncia alla Serie B e iscrizione in Serie C1. - 2021-22 · 1ª nel girone B di Serie C1 Sicilia. Promossa in Serie B. - 2022-23 · Rinuncia dopo la 13ª giornata del girone H di Serie B. - 2023 · Scioglimento della società. |

## Statistiche e record

### Partecipazione ai campionati nazionali
| Livello | Categoria | Partecipazioni | Debutto   | Ultima stagione | Totale |
| ------- | --------- | -------------- | --------- | --------------- | ------ |
| 1°      | Serie A   | 19             | 1993-1994 | 2011-2012       | 19     |
| 2º      | Serie B   | 2              | 1991-1992 | 1992-1993       | 7      |
| 2º      | Serie A2  | 5              | 2012-2013 | 2016-2017       | 7      |
| 3°      | Serie C1  | 1              | 1990-1991 | 1990-1991       | 3      |
| 3°      | Serie B   | 2              | 2020-2021 | 2022-2023       | 3      |
| 4°      | Serie C1  | 4              | 2017-2018 | 2021-2022       | 4      |

## Palmarès
- Coppa Italia: 1

2000-01
Campionato regionale di serie C1:2
1990-91   2021-22
Campionato di serie B:1
1992-93 (girone D)
- Campionato italiano Under-21: 3

2001-02, 2004-05, 2007-08
- Coppa Italia Under-21: 1

2001-02

## Onorificenze
- Stella di Bronzo al Merito Sportivo: 2013